# 35th–Bronzeville–IIT (Metro de Chicago)
35th–Bronzeville–IIT es una estación en la línea Verde del Metro de Chicago. La estación se encuentra localizada en 16 East 35th Street en Chicago, Illinois. La estación 35th–Bronzeville–IIT fue inaugurada el 6 de junio de 1892.  La Autoridad de Tránsito de Chicago es la encargada por el mantenimiento y administración de la estación. La estación sirve al Instituto de Tecnología de Illinois al igual que al U.S. Cellular Field.

## Descripción
La estación 35th–Bronzeville–IIT cuenta con 1 plataforma central y 2 vías. 

## Conexiones
La estación es abastecida por las siguientes conexiones: 
- Rutas del CTA Buses: #29 State #35 35th